# حکایت سه خواهر
حکایت سه خواهر (ترکی استانبولی: Kız Kardeşler) یک فیلم درام ترکیه ای محصول سال ۲۰۱۹ به کارگردانی امین آلپر است. این فیلم در شصت و نهمین جشنواره بین‌المللی فیلم برلین برای جایزه خرس طلایی رقابت می‌کرد.

## بازیگران
- جمره ابوزیا در نقش ریحان
- ایج یوکسل در نقش نورهان
- هلین کاندمیر در نقش هاوا
- مفید کایاجان در نقش سوکت

## خلاصه داستان
در دهکده ای دورافتاده در وسط آناتولی (فلات مرتفع)، شوکت، بیوه، سه دخترش، ریحان، نورهان و هاوا را به عنوان خدمتکار به شهر می فرستد. و آنها را به او باز می گردانیم. ریحان خواهر بزرگتر که باردار بود اول به خانه آمد. او با اولین چوپان موجود، ویزل ازدواج کرد. هاوا، کوچکترین، پس از مرگ کودکی که مسئولش بود به خانه فرستاده می شود. نورهان، نفر دوم، که مسئولیت ریحان را به عنوان پرستار بچه دکتر نکتی بر عهده گرفت، به دلیل تکان دادن پسری که در رختخواب ادرار می کرد، اخراج شد.

## برگه فنی فیلم
- عنوان اصلی: Kız Kardeşler
- عنوان فرانسوی: خواهران
- کارگردان و فیلمنامه: امین الپر
- کارگردانی هنری: عثمان جانکریلی
- لباس: آلسست توسکا وگنر
- عکاس: امره ارکمن
- تدوین: چیچک قهرمان
- موسیقی: جورج پاپایوآنو و نیکوس پاپیوانو
- کشور مبدا: ترکیه
- فرمت: رنگ ها - 35 میلی متر - 1.85:1
- ژانر: درام
- مدت زمان: 108 دقیقه
- تاریخ های انتشار:
  - آلمان:11 فوریه 2019 ( برلیناله 2019 )
  - ترکیه:13 سپتامبر 2019

## افتخارات

### جایزه
- جشنواره بین المللی فیلم استانبول 2019: بهترین فیلم

### انتخاب
- برلیناله 2019  : انتخاب در رقابت رسمی.